# プロフェッショナル・ウィメンズ・ホッケー・リーグ
プロフェッショナル・ウィメンズ・ホッケー・リーグ（PWHL）は、北米を拠点とする女子アイスホッケーリーグである。リーグはアメリカとカナダにそれぞれ4チームずつ、計8チームで構成されている。各チームはレギュラーシーズンで上位4位以内を目指し、ポストシーズンのトーナメントで優勝と「ウォルター・カップ」を争う。PWHLは、マーク・ウォルター・グループによって所有・運営されている。
PWHLとその他北米プロホッケーリーグとの違いは、3-2-1ポイントシステム、ショートハンドゴール後のペナルティー解除、最大5人制のシュートアウト、ボディチェックの制限強化などである。リーグにおける試合は次の放送局で放送されている。カナダ国内ではCBCとTNS、またフランス語の系列ラジオ・カナダとRDS、Amazonプライム・ビデオ（英語・フランス語）、アメリカではチームが拠点とする各都市の地域スポーツネットワークにて放送されている。またカナダを除く全世界でYouTubeで、チェコとスロバキアではNova Sportでストリーミング配信されている。
2019年にカナディアン・ウィメンズ・ホッケー・リーグが解体したのをきっかけに、女子プロアイスホッケーの意識向上を提唱する非営利団体、プロフェッショナル・ウィメンズ・ホッケー・プレイヤーズ・アソシエーション（PWHPA）が発足された。PWHPAのメンバーは安定した統一リーグの設立を目標に、プレミアホッケー連盟（PHF）を含む既存のリーグをボイコットし、マーク・ウォルターとビリー・ジーン・キング・エンタープライズとの団体協力の構築に取り組んだ。マーク・ウォルター・グループは、2022-23シーズン終了後にPHFの資産を買収し、その後、PWHPAはマーク・ウォルター・グループと協力し、新しいオーナーと経営陣による統一リーグを設立した。リーグの最初のドラフトは2023年9月に行われ、2024年1月を皮切りにリーグ最初のシーズンがスタートした。

## 歴史

### PWHPAとリーグの前身
北米における最高峰の女子プロアイスホッケーは、20世紀後半から発展し始めたものの、なかなか安定することはなかった。1999年、カナダのおんらりおとケベックを中心に、ナショナル・ウィメンズ・ホッケー・リーグ（NWHL）が創設された。カナダ西部のチームが継続的にリーグに参加していたものの、2004年にウェスターン・ウィメンズ・ホッケー・リーグが別組織として創設された。その後、カナディアン・ウィメンズ・ホッケー・リーグ（CWHL）が事実上NWHLに取って代わり、2007年から2019年まで１２シーズンにわたって運営され、各チームはクラークソン・カップを争った。非営利で運営されていたCWHLははじめ、は選手に給料を払っていなかったが、将来的にプロリーグを目指していたことから、俸給やボーナスが支給されることもあった。しかし、リーグの不安定な経済状況から、2019年、リーグは突然解散する。後にプレミア・ホッケー連盟と改称された新しいナショナル・ウィメンズ・ホッケー・リーグが給料を支払うことを約束した上で、2015年にアメリカで設立され、2020年にカナダに進出することとなる。ところがCWHLの解散の後、カナダとアメリカのオリンピック選手を含む何百人もの著名女子選手が、プロフェッショナル・ウィメンズ・ホッケー・プレイヤーズ・アソシエーション（PWHPA）を立ち上げつとともに、統一された財政的に安定したプロリーグを追求するため、既存のリーグをボイコットすることを選択した。その一方で、PWHPAは企業スポンサーやナショナル・ホッケー・リーグ（NHL)のチームとの協賛を獲得し、エキシビション・トーナメントを開催して目標への支援を呼びかけた。
2022年、PWHPAはロサンゼルス・ドジャースのオーナーであるマーク・ウォルター・グループおよびビリー・ジーン・キング・エンタープライズとパートナーシップを結び、新たなプロリーグ立ち上げの準備を進めた。2023年には、両パートナー企業がPHFの資産を買収し、その運営を停止させた。これを受けて、PWHPAは自身が目指していた新プロリーグの発足に向けて、団体間の協力に関する交渉を行った。

### リーグ創設と開幕シーズン
プロフェッショナル・ウィメンズ・ホッケー・リーグの創設に伴い、2023年8月、マーク・ウォルター・グループは創設時に加盟するチームを発表した。加盟したのは以下の6チームである：ボストン、ミネアポリス・セントポール、モントリオール、ニューヨーク、オタワ、トロント。その夏、各チームは登録選手の編成を開始し、当初設定された10日間のフリーエージェント期間中に、3選手との契約を結んだ。エミリー・クラーク、ブリアナ・ジェンナー、エマランス・マシュマイヤーは、オタワが最初に契約した3選手である。リーグ初のドラフトは9月、トロントのカナディアン・ブロードキャスティング・センターにて行われた。ミネソタは、286人の対象選手の中から行われた15巡90名のドラフトで、テイラー・ハイジを全体1位で指名した。またリーグは、時間的な制約を理由に、開幕シーズン中はチーム名を設けない方針とし、各チームは地名を斜めに配したワードマークがあしらわれたユニフォームを着用することを発表した。

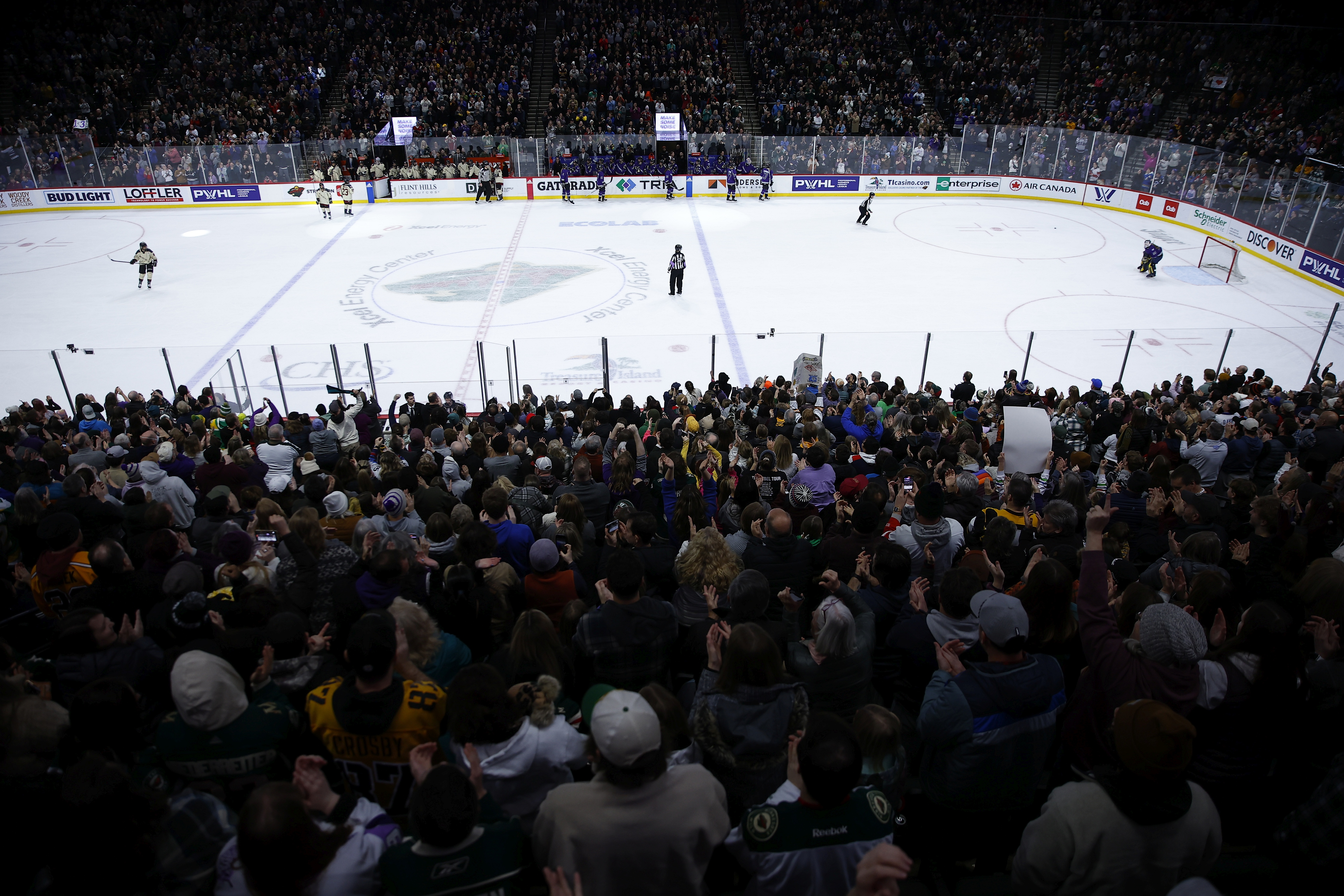
ミネソタの初のホーム戦は、女子プロアイスホッケーの観客動員記録を更新した4試合のうちの一つに数えられる。

リーグの開幕に先立ち、12月初旬にはユーティカ大学ネクサス・センターにて全6チームが参加する5日間の評価キャンプが行われた。キャンプでは、新ルールの試験運用を目的とした、紅白戦形式の実戦練習（スクリメージ）も実施された。リーグ初の公式戦は2024年1月1日、トロントがニューヨークを迎えてマタミー・アスレチック・センターで開催された。この試合では、ニューヨークのエラ・シェルトンがリーグ史上初のゴールを決め、チームを4−0の勝利に導いた。この試合のカナダでのテレビ視聴者数は290万人に達し、同日に行われた2024年のNHLウィンタークラシックを上回って、当日のスポーツ・エンターテインメント放送の中で最大の視聴数を記録した。女子プロアイスホッケーの観客動員記録は、その後のシーズン中に何度も更新されることとなった。女子プロアイスホッケーの観客動員記録は、シーズン中に何度も更新された。以下は、記録を更新した主な試合である：
・1月2日：TDプレース・アリーナで開催されたオタワの初ホーム戦 → 8,318人
・1月6日：エクセル・エナジー・センターでのミネソタの初ホーム戦 → 13,316人
・2月16日：「バトル・オン・ベイストリート」初戦（スコシアバンク・アリーナ）→ 19,285人
・4月20日：「デュエル・アット・ザ・トップ」（ベル・センター）→ 21,105人
特に後者2試合は、女子アイスホッケー史上最大の観客数を記録し、2013年女子世界選手権でカナダがフィンランドと対戦した際の18,013人という従来の記録を上回った。
トロントは開幕シーズンを首位で終えると、プレーオフ第1ラウンドで対戦相手として4位のミネソタを選択した。一方、もう一方のシリーズではモントリオールとボストンが対戦することになった。その後、ミネソタはトロントとの5試合制シリーズを制して勝ち上がり、ボストンはモントリオールに対してオーバータイムでの3連勝を飾った。決勝戦では、ミネソタがボストンとの5試合制シリーズを制し、ウォルター・カップ初代王者に輝いた。ナタリー・スプーナーは、リーグ初の得点王に加え、ビリー・ジーン・キング最優秀選手賞（MVP）を受賞。また、テイラー・ハイジはプレーオフ得点王に輝き、ポストシーズン最優秀選手賞に選出された。

## 運営組織
PWHLの6チームはすべてマーク・ウォルター・グループが所有しており、諮問委員会はビリー・ジーン・キング、イラナ・クロス、スタン・カステン、ロイス・コーエンの4名によって構成されている。また、ジェイナ・ヘフォードがホッケーオペレーション部門の上級副社長（シニアVP）、エイミー・シアーがビジネスオペレーション部門の副社長を務めている。さらに、元アイスホッケー選手でブロードキャスターのキャシー・キャンベル＝パスカルが取締役会顧問に就任した。リーグは運営体制を強化するため、100名以上のスタッフを雇用しており、運営面の支援が不十分だった過去の女子ホッケーリーグとは一線を画している。
PWHPAは2023年初頭に正式な選手組合を組織し、PWHL選手協会（PWHLPA）は、PWHLに所属する全選手を代表する組合となった。PWHLは、女子プロホッケーとしては異例となる選手組合との8年間の労働協約（CBA）を締結した。この労働協約では、各チームに対して以下の条件が定められている：
・最低6名の選手と最低年俸8万ドルで契約すること
・年俸3万5千ドルの選手は9名以下に制限されること
・チーム平均年俸は5万5千ドルを達成すること
また、基本給と平均年俸は契約が終了する2031年まで、毎シーズン3%ずつ上昇することが定められている。この労働協約にはさらに、優勝チームに対する63,250ドルのボーナスをはじめ、パフォーマンス・ボーナスやチーム・ボーナス、住宅手当などの報奨制度についても詳しく概説されている。なお、ブライアン・バークが選手組合の専務理事を務めている。

## フォーマットとルール
| 順位 | チーム | 勝 | 延長勝 | 延長負 | 負 | 得点 |
| --- | ------ | -- | ------ | ------ | -- | ---- |
| 1 | A      | 0  | 1      | 2      | 0  | 4    |
| 2 | B      | 1  | 0      | 0      | 2  | 3    |
| |        |    |        |        |    |      |
| 3-2-1ポイントシステムの例：Aは延長戦で敗れたもののポイントを獲得し、Bに先行。（緑）Bは規定時間内に敗れたため、ポイントなし。（赤） |        |    |        |        |    |      |

PWHL初年度のシーズンは1月から5月まで行われ、全24試合が実施された。2024-25シーズンでは期間を11月から5月までに拡大し、全30試合を予定。各チームは他の全チームと6試合ずつ対戦する。シーズン中には、世界女子アイスホッケー選手権が開催される4月に休止期間が設けられている。
ポイントシステムは「3-2-1方式」を採用。規定時間内の勝利は勝ち点3、延長戦での勝利は勝ち点2、延長戦での敗戦は勝ち点1が与えられる。レギュラーシーズン終了後は上位4チームがポストシーズントーナメントに進出し、準決勝（各2試合）と5回戦制の決勝を経て優勝チームを決定する。優勝チームには、リーグの財政支援者ウォルター家にちなんで名付けられた「ウォルター・カップ」が授与される。
PWHLのルールは、ナショナルホッケーリーグ（NHL）および国際アイスホッケー連盟（IIHF）の基準に準拠しつつ、独自の規定も採用している。
その一つが「ジェイルブレークルール」で、ショートハンドゴールを決めるとマイナーペナルティが解除される。また最大5人制のシュートアウトでは、どの選手も順番に関係なくシューターとして出場でき、同じ選手が複数回シューターを務めることも可能である。
さらに、スウェーデン女子アイスホッケーリーグと同様、IIHFルールを一部改定し、特定の場合に限ってボディチェックを認めている。ルールブックでは「明らかにパックのプレーがある場合、またはパック奪取を目的としている場合」に限り、ボード際でのボディチェックを許可すると定められている。
リーグ委員長のジェイナ・ヘフォードによれば、このボディチェックの導入は選手たちの希望によるものである。適用判断の主な基準は二つ。第一に、ボディチェックがパック奪取を目的としているかどうかが明確に判断できる点である。例えば、パックから離れた位置にいて保持していない選手へのコンタクトは反則となる。第二に、選手の動きに関する基準である。ルールブックには「静止しているプレーヤーは、その位置にとどまる権利があり、接触を避けるのは相手選手の責任である」と記載されている。したがって、パックを持たない静止選手へのボディチェックは、ペナルティの対象となる。
2024-25シーズン開幕に先立ち、リーグは新たに「ノーエスケープルール」の採用を発表した。これは、チームがペナルティを科された場合、その時点で氷上にいた選手は次のフェイスオフが終わるまで交代できないというものだ。既存の「アイシング後は選手交代不可」というルールに似ている。

## チーム

### 現在の加盟チーム
2024-25シーズン現在、カナダからはモントリオール・ヴィクトワール、オタワ・チャージ、トロント・セプターズ、アメリカからはボストン・フリート、ミネソタ・フロスト、ニューヨーク・サイレンズの6チームがリーグに参戦している。これら6チームはリーグの「オリジナル・シックス」、PWHLでは「リーグ発足の6チーム」と呼ばれる。
各チームの所在地は、ナショナル・ホッケー・リーグのフランチャイズがあり、かつ「アイスホッケー、特に女子の試合を支援してきた実績」がある地域として選ばれた。
また、この6チームのうち5チームは、プレミアホッケー連盟（PHF）の7つの市場に所在している。ただし、バッファロー・ビューツおよびコネチカット・ホエールにはPWHLの代替チームは置かれず、代わりにオタワにチームが追加された。なお、ピッツバーグ、ワシントンD.C.、オンタリオ州ロンドンもリーグ発足時の候補地として検討されていた。
2023年10月、米国特許商標庁に登録されたチーム名の候補は、ボストン・ウィキッド、ミネソタ・スーペリア、モントリオール・エコー、ニューヨーク・サウンド、オタワ・アラート、トロント・トーチであった。
しかしリーグは最終的に、発足初年度は各クラブ独自のアイデンティティよりもリーグ全体のブランド化を優先する方針を採用した。そのため、チームは愛称、紋章、様式化されたユニフォームを持たず、都市名のみで識別されることとなった。
2024年9月9日、シーズン2年目の開幕を前に、各チームの名称とロゴが正式に発表された。結果として、2023年に登録された候補は一つも採用されなかった。新たに決定したチーム名は、ボストン・フリート、ミネソタ・フロスト、モントリオール・ヴィクトワール、ニューヨーク・サイレンズ、オタワ・チャージ、トロント・セプターズである。
初年度シーズンでは、複数の会場を使ってホームゲームを行ったチームもあり、リーグは中立地での試合も数多く開催した。
2024-25シーズン現在、ミネソタはリーグ最大の収容人数を誇るエクセル・エナジー・センター（17,954人）を本拠地としている。ニューヨークはそれに次ぐ収容人数を持つプルデンシャル・センター、ボストンはマサチューセッツ大学ローウェル校のツォンガス・センターをホームアリーナとしている。モントリオールはラバルのプレイス・ベル、オタワはランズダウン・パーク内のTDプレイス、トロントはコカコーラ・コロシアムでホームゲームを実施している。
リーグはこれらの本拠地に加え、モントリオールのベル・センターやトロントのスコシアバンク・アリーナといった大規模会場でも、両都市の宿命対決「デュエル・アット・ザ・トップ」や「ベイ・ストリート・ライバル・マッチ」などの一度限りのイベント試合を開催してきた。他にも、デトロイトのリトル・シーザーズ・アリーナ、ピッツバーグのPPGペインツ・アリーナ、ニューアークのプルデンシャル・センターでも同様の試合が行われた。
さらに、2024年11月には「テイクオーバー・ツアー」を発表し、シーズン中にシアトル、デンバー、バッファロー、ローリー、セントルイス、ケベック・シティー、バンクーバー、エドモントンで試合を開催した。リーグは将来的にヨーロッパでの試合開催も検討していることを明らかにしている。
| チーム                         | 本拠地                           | ホームアリーナ               | 収容人数 | ゼネラルマネージャー       | 監督                 | キャプテン                       | 創設年 |
| ------------------------------ | -------------------------------- | ---------------------------- | -------- | -------------------------- | -------------------- | -------------------------------- | ------ |
| ボストン・フリート             | ローウェル・マサチューセッツ州   | ツォンガス・センター         | 6,003    | ダニエル・マーマー         | コートニー・ケッセル | ヒラリー・ナイト                 | 2023   |
| ミネソ・フロストタ             | セントポール・ミネソタ州         | エクセル・エナジー・センター | 17,954   | メリッサ・カルーソ         | ケン・クリー         | ケンダル・コイン・スコフィールド | 2023   |
| モントリオール・ヴィクトワール | ラバル・ケベック州               | プレイス・ベル               | 10,062   | ダニエル・ソヴァジョ       | コリ・シェベリー     | マリー＝フィリップ・プーラン     | 2023   |
| ニューヨーク・サイレンズ       | ニューアーク・ニュージャージー州 | プルデンシャル・センター     | 16,514   | パスカル・ダウスト         | グレッグ・ファーゴ   | マイカ・ザンディー＝ハート       | 2023   |
| オタワ・チャージ               | オタワ・オンタリオ               | TDプレイスアリーナ           | 8,585    | マイケル・ハーシュフェルド | カーラ・マクラウド   | ブリアンヌ・ジェンナー           | 2023   |
| トロント・セプターズ           | トロント・オンタリオ             | コカコーラ・コロシアム       | 8,100    | ジーナ・キングスベリー     | トロイ・ライアン     | ブレア・ターンブル               | 2023   |

### リーグの拡大
2024-25シーズン開幕前に、リーグは拡大を検討していることを発表し、最終的には2つの新2025年4月18日の報道では、リーグ初の追加チームはバンクーバー、その次にシアトルが最有力候補であると伝えられた。
同年4月23日、リーグは正式にバンクーバーが発足後初の追加チームとなることを発表し、パシフィック・コロシアムを本拠地として2025-26シーズンから参戦することが明らかになった。
さらに1週間後の4月30日には、2025-26シーズンの二つ目の新チームとしてシアトルが発表され、NHLシアトル・クラーケンの本拠地であるクライメット・プレッジ・アリーナでホームゲームを行うことが示された。
また5月21日、PWHLはシアトルのゼネラルマネージャーにメーガン・ターナーを任命した。
| チーム            | 本拠地                                   | ホームアリーナ                   | 収容人数 | ゼネラルマネージャー         | 監督                   | 創設年 |
| ----------------- | ---------------------------------------- | -------------------------------- | -------- | ---------------------------- | ---------------------- | ------ |
| PWHL シアトル     | シアトル・ワシントン州                   | クライメット・プレッジ・アリーナ | 17,151   | メーガン・ターナー           | スティーブ・オルーク   | 2025   |
| PWHL バンクーバー | バンクーバー・ブリティッシュコロンビア州 | パシフィック・コロシアム         | 16,281   | カーラ・ガードナー・モーリー | ブライアン・イダルスキ | 2025   |

### オールスター
リーグ初年度シーズン、PWHLはナショナル・ホッケー・リーグ（NHL）のオールスターに協力して参加し、将来的にはリーグ独自のオールスターゲームを主催する予定であることを発表した。
2024年2月1日にトロントで開催されたNHLオールスターでは、PWHLオールスターとして「PWHL 3on3ショーケース」に24人の選手が出場し、チーム・キング（ビリー・ジーン・キング）とチーム・クロス（イラナ・クロス）に分かれてプレーした。
なお、各チームのコーチにはキャシー・キャンベル＝パスカルとミーガン・ドゥーガンが就任した。

## シーズンの概要
| シーズン | チーム数 | チーム賞                                     | チーム賞                                    | 個人賞                                      | 個人賞                                                        | 個人賞                                                                                        | 個人賞                                                                 |
| シーズン | チーム数 | ウォルター・カップ優勝                       | レギュラーシーズン優勝                      | プレーオフ最優秀選手賞                      | シーズン最優秀選手賞                                          | 最多ポイント賞                                                                                | 最多得点賞                                                             |
| -------- | -------- | -------------------------------------------- | ------------------------------------------- | ------------------------------------------- | ------------------------------------------------------------- | --------------------------------------------------------------------------------------------- | ---------------------------------------------------------------------- |
| 2023–24  | 6        | PWHL ミネソタ(3–2 対 PWHL ボストン)          | PWHL トロント (47 ポイント)                 | テイラー・ハイジ(PWHL ミネソタ)             | ナタリー・スプーナー(PWHL トロント)                           | ナタリー・スプーナー (PWHL トロント) (27 ポイント)                                            | ナタリー・スプーナー(PWHL トロント) (20 ゴール)                        |
| 2024–25  | 6        | ミネソタ・フロスト (3–1 対 オタワ・チャージ) | モントリオール・ヴィクトワール(53 ポイント) | グウィネス・フィリップス (オタワ・チャージ) | マリー＝フィリップ・プーラン (モントリオール・ヴィクトワール) | ヒラリー・ナイト(ボストン・フリート) / サラ・フィリエ(ニューヨーク・サイレンズ) (29 ポイント) | マリー＝フィリップ・プーラン(モントリール・ヴィクトワール) (19 ゴール) |

## 各チームのタイトル獲得
| チーム                         | シーズン | ウォルター・カップ優勝 | 年度             | レギュラーシーズン優勝 | 年度    | 合計獲得回数 |
| ------------------------------ | -------- | ---------------------- | ---------------- | ---------------------- | ------- | ------------ |
| ミネソタ・フロスト             | 2        | 2 回                   | 2023-24、2024-25 | 0 回                   | -       | 2 回         |
| トロント・セプターズ           | 2        | 0 回                   | -                | 1 回                   | 2023-24 | 1 回         |
| モントリオール・ヴィクトワール | 2        | 0 回                   | -                | 1 回                   | 2024-25 | 1 回         |

## テレビ放映権
PWHLのすべての試合のテレビ放送の制作はリーグが社内で行われており、カナダのホームゲームのホスト制作はドーム・プロダクションズ (ベル・メディアとロジャース・スポーツ・アンド・メディアの共同所有) が担当し、米国のホームゲームの制作はレイコム・スポーツが担当している。
カナダでは、リーグは初年度シーズンにCBC（英語ではCBCテレビおよびCBC Gem、フランス語ではICI TOU.TV）、スポーツネット、TSN、RDS（フランス語）と契約を結び、シーズンを通して試合パッケージを放送した。その他の試合はすべてYouTubeで視聴可能である。
2024-25シーズンでは、スポーツネットに代わりアマゾン・プライム・ビデオが火曜夜の試合を独占放送し、準決勝の1シリーズも配信する。CBCは主に土曜日午後の試合を放送し、モントリオール・ヴィクトワール戦のフランス語放送は3つの放送局で分割して行われる。
米国での試合配信は当初、地域スポーツネットワークとの提携に依存していた。PWHLはボストン、ミネソタ、ニューヨークの試合について、それぞれNESN、バリー・スポーツ・ノース（現ファンデュエル・スポーツ・ネットワーク・ノース）、MSGネットワークと提携していた。
2024年2月、リーグは米国初の全国メディアパートナーとして、無料広告付きストリーミングテレビ（FAST）プラットフォームであるウィメンズ・スポーツ・ネットワークとの提携を発表した。

## 個人成績
2024-25シーズン現在

### レギュラーシーズン歴代最多完封記録
| 順位 | 選手名                     | 試合出場回数 | 完封回数 |
| ---- | -------------------------- | ------------ | -------- |
| 1    | コリーヌ・シュレーダー     | 35 回        | 5 回     |
| 2    | マディー・ルーニー         | 29 回        | 4 回     |
| 3    | クリステン・キャンベル     | 43 回        | 3 回     |
| 4    | グウィネス・フィリップス   | 15 回        | 2 回     |
| 4    | ニコール・ヘンズリー       | 25 回        | 2 回     |
| 4    | エマランス・マシュマイヤー | 41 回        | 2 回     |
| 4    | エアリン・フランケル       | 41 回        | 2 回     |
| 8    | クララ・ペスラロヴァ       | 4 回         | 1 回     |
| 8    | ケイル・スミス             | 10 回        | 1 回     |
| 8    | アン・レネー・デスビアン   | 37 回        | 1 回     |

### レギュラーシーズン歴代最多ポイント記録
| 順位 | 選手名                           | 試合出場回数 | ゴール | アシスト | ポイント |
| ---- | -------------------------------- | ------------ | ------ | -------- | -------- |
| 1    | マリー＝フィリップ・プーラン     | 51 回        | 29     | 20       | 49       |
| 2    | ダリル・ワッツ                   | 54 回        | 22     | 22       | 44       |
| 3    | アレックス・カーペンター         | 50 回        | 19     | 24       | 43       |
| 4    | ローラ・ステイシー               | 50 回        | 21     | 19       | 40       |
| 4    | ヒラリー・ナイト                 | 54 回        | 21     | 19       | 40       |
| 4    | ケンダル・コイン・スコフィールド | 54 回        | 18     | 22       | 40       |
| 7    | ハンナ・ミラー                   | 52 回        | 17     | 21       | 38       |
| 7    | ジェシカ・エルドリッジ           | 54 回        | 16     | 22       | 38       |
| 9    | サラ・ナース                     | 45 回        | 17     | 20       | 37       |
| 9    | エラ・シェルトン                 | 48 回        | 15     | 22       | 37       |